# 朱荣澹
永安靖懿王朱荣澹（1456年—1520年），明朝永安庄惠王朱季塾的嫡长子朱均𨫊的庶长子，夫人高氏所生，后袭封。

## 生平

### 早年
天顺四年（1460年）闰十一月，朱荣澹获赐名，后受封永安长孙。天顺八年（1464年）三月，因朱季塾引用例子请求，赐朱荣澹二品冠服。

### 袭封
成化三年（1467年），父亲朱均𨫊去世。翌年（1468年）九月，祖父朱季塾也去世。成化八年（1472年）四月，明宪宗遣懷寧侯孫輔、恭順侯吳鑑、武安侯鄭宏、慶雲伯周壽、清平伯吳璽、靖遠伯王添、安順伯薛珤、宣城伯衛潁為正使，尚寶司丞李璋、刑科給事中楊理、禮科給事中唐章、工科給事中劉昂、吏科右給事中徐英、吏部郎中倪輔、戶部郎中文志貞、兵部郎中姚壁為副使，册封朱荣澹为永安王，夫人孙氏进封王妃。
朱荣澹母高夫人也早逝。成化十三年（1477年）六月，因朱荣澹奏请，朱均𨫊被追封为永安悼怀王，高夫人追封王妃。
荊王朱见潚被庶弟樊山王朱见澋揭发罪行后，被废为庶人，囚禁于西内高墙后，奏朱见澋与朱荣澹同谋作乱等不法事，朱见澋也因而再揭发朱见潚图謀作乱等罪行。明孝宗命太监韦宁、大理寺右寺丞王嵩、锦衣卫都指挥佥事陈云前去核实，弘治六年（1493年）九月，查出朱见潚罪行属实，命其自尽。弘治七年（1494年）三月，韦宁、王嵩、陈云将事情奏上，报称朱见潚奏称的朱见澋与朱荣澹图谋不轨是诬告捏造，孝宗下敕书告知朱见潚的侄子管荊王府事、即将袭封荊王的都梁王朱祐橺。
正德六年（1511年）五月，朱荣澹奏楚世子朱荣㳦孝行，求請旌表為宗室楷模。明武宗下詔表彰朱荣㳦，赐坊名为彰孝。

### 身后
正德十五年（1520年），朱荣澹逝世，朝廷赐谥号靖懿。嘉靖五年（1526年）十月，嫡长子朱显梧袭封。

## 评价
- 《弇山堂别集》卷075：宽樂令終，温柔賢善。

## 家庭

### 妻妾
- 王妃孙氏

### 子女
1. 嫡长子朱显梧，成化十一年（1475年）生，成化十八年（1482年）六月获赐名。[12]
2. 庶次子朱显櫅，弘治十年（1497年）八月获赐名。[13]